# Kolmiv, Horohiv
Kolmiv (în ucraineană Колмів) este un sat în comuna Lobacivka din raionul Horohiv, regiunea Volînia, Ucraina.

## Demografie
Componența lingvistică a localității Kolmiv
     Ucraineană (100%)
Conform recensământului din 2001, toată populația localității Kolmiv era vorbitoare de ucraineană (100%).